# Богуславська загальноосвітня неповна школа (Павлоградський район)
Богуславська загальноосвітня школа І-ІІ ступенів — україномовний навчальний заклад І-ІІ ступенів акредитації у селі Богуслав, Павлоградського району Дніпропетровської області.

## Загальні дані
Богуславська загальноосвітня школа І-ІІ ступенів розташована за адресою: вул.Першотравнева, 192, село Богуслав (Павлоградський район) — 51486, Україна.
Директор закладу —  Пересада Валентина Василівна.
Мова викладання — українська.
Школа бере участь в регіональних та міжнародних освітніх програмах: Модернізація сільської освіти Дніпропетровщини.
Близько 20 років очолювала цю школу нинішній голова Богуславського сільської ради Валентина Білокоз. 
У 2010 році розглядалася пропозиція зробити навчально-виховний комплекс. У цій будівлі розмістити дитячий садок і початкову школу (1-4 класи). Але щоб тут відкрити дошкільний навчальний заклад, треба вкласти дуже великі кошти. Для того щоб підготувати тільки проект, необхідно було б 200 тисяч гривень. А потім це приміщення переобладнати в дошкільний навчальний заклад. Прорахувавши всі витрати і вивчивши статистику районна влада (на сьогоднішній день у школі навчаються 92 учні, а в 2016-2017 році планується 96 учнів, незначне зростання, але стабільне), питання про закриття або реорганізацію школи залишилось без розгляду.
Після закінчення цього навчального закладу учні продовжують вчитися в Богуславській загальноосвітній школі І-ІІІ ступенів.

## Джерело-посилання
- Школа на сайті Павлоградського району [Архівовано 5 березня 2016 у Wayback Machine.]